# Silk Stockings
Silk Stockings (Zijden kousen) is een Amerikaanse muziekfilm uit 1957 onder regie van Rouben Mamoulian met in de hoofdrollen Fred Astaire en Cyd Charisse. Er is ook een bijrol voor de Nederlandse cabaretier Wim Sonneveld.
Het scenario voor de film is gebaseerd op het libretto van de gelijknamige Broadwaymusical uit 1955. Deze musical was zelf weer gebaseerd op de film Ninotchka uit 1939 van Ernst Lubitsch.
Silk Stockings was een succes en bracht wereldwijd 4,4 miljoen op. In de VS kwam de film met een opbrengst van 2,25 miljoen net uit de kosten. De film werd genomineerd voor twee Golden Globes (beste film en beste actrice). De film markeerde het voorlopige laatste optreden van Fred Astaire als danser in een musical, zijn laatste film voor MGM en zijn laatste film met Cyd Charisse. Het was ook de laatste film van regisseur Rouben Mamoulian en de laatste MGM filmmusical die in zijn geheel werd opgenomen in de MGM studio's van Culver City.

## Verhaal

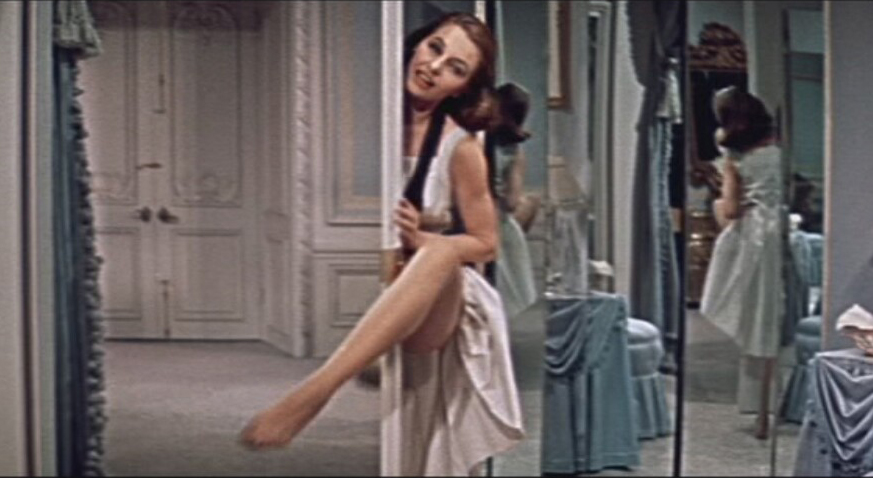
Cyd Charisse in de trailer

In Parijs werkt de Amerikaanse filmproducent Steve Canfield aan zijn volgende film. Hij is in onderhandeling met de Russische componist Peter Illyich Boroff voor de filmmuziek. De Rus heeft echter een dubbele agenda. Hij wil niet alleen de muziek voor de film schrijven, maar ook overlopen naar het westen en in Parijs blijven. De Russische geheime dienst komt hierachter en stuurt drie commissarissen, Brankov, Bibinski en Ivanov naar Parijs om de componist terug te brengen naar Moskou. Maar Canfield slaagt erin om de drie op te laten gaan in de verleidingen van het 'decadente westen'. Ze worden gepaaid met champagne en uitjes naar nachtclubs, terwijl Canfield terloops het idee op tafel legt om Boroff te laten blijven. Om de componist intussen rustig te houden laat hij de ster van zijn film, Peggy Dayton, de man gezelschap houden.
In Moskou gaan nu de alarmbellen af en het ministerie stuurt de stuurse maar toegewijde Nina ‘Ninotchka’ Yoschenko naar de lichtstad om de vier Russen terug te halen. Maar Nina valt voor de charmes van Canfield en krijgt zelfs een huwelijksaanzoek van de producent. Alles lijkt goed te verlopen, totdat Nina hoort hoe de muziek van Boroff is veranderd, zijn "Ode aan de tractor" is nu een filmmuziekje geworden. Ze besluit om de componist en de drie commissarissen direct mee terug te nemen naar Rusland. Eenmaal terug in Moskou slaat toch de twijfel bij Nina en Boroff toe. De laatste speelt zijn nieuwste filmcompositie en Nina en de drie commissarissen dansen achter gesloten gordijnen op de muziek.
Intussen voert Steve een plannetje uit. Hij zorgt ervoor dat Brankov, Bibinski en Ivanov weer naar Parijs moeten en laat ze daar andermaal kennismaken met de westerse verleidingen. Hij weet dat het niet lang zal duren voordat Nina ze weer zal komen halen. Als dit gebeurt, wordt ze door de drie Russen naar een nieuw Russisch café gebracht. Daar treedt Steve op met een dansact. Brankov, Bibinski en Ivanov onthullen aan Nina dat ze zijn overgelopen naar het westen. Een woedende Nina besluit gelijk terug te gaan maar wordt tegengehouden door Steve die zijn plannetje onthult. Nina is overweldigd dat Steve zoveel moeite voor haar heeft gedaan. Ze verscheurt haar vliegticket en valt in zijn armen.

## Rolverdeling
| Acteur        | Personage            |
| ------------- | -------------------- |
| Fred Astaire  | Steve Canfield       |
| Cyd Charisse  | Ninotchka            |
| Janis Paige   | Peggy Dayton         |
| Peter Lorre   | Brankov              |
| George Tobias | Vassili Markovitch   |
| Jules Munshin | Bibinski             |
| Joseph Buloff | Ivanov               |
| Wim Sonneveld | Peter Illyich Boroff |

## Voorgeschiedenis

### Broadway
Producent Arthur Freed had bijna twintig jaar voor MGM gewerkt als producent in loondienst van diverse filmmusicals. Met zijn Freed Unit zette hij succesvolle producties als An American in Paris en Singin' in the Rain. In 1956 kreeg hij een eigen productiebedrijf binnen MGM. In plaats van salaris kreeg hij een aandeel van 25% in de producties die samen met MGM werden gemaakt. Freed had voor zijn volgende filmmusical zijn oog laten vallen op de muziek van Cole Porter. Op 24 februari 1955 was in het Imperial Theatre op Broadway, "Silk Stockings" in première gegaan. Porter had de film Ninotchka van Ernst Lubitsch uit 1939 als uitgangspunt genomen en een aantal liedjes voor de musicalbewerking geschreven. Onder regie van Cy Feuer en met Hildegarde Knef en Don Ameche in de hoofdrollen haalde "Silk Stockings 478 voorstellingen op Broadway. "Silk Stockings" werd een onverwacht kassucces, hetgeen zelfs de producenten verbaasde.

### Op muziek van Cole Porter
Een van de investeerders van de musical was Arthur Freed. Hij zag in de Broadwayproductie een goed vehikel voor zijn eerste zelfstandige productie voor MGM. De productie begon in 1956, parallel aan Freeds productiewerkzaamheden voor de filmmusical Gigi die zou uitkomen in 1958. Een groot deel van zijn medewerkers van de oude Freed Unit bij MGM werden uitgeleend aan Roger Edens, die inmiddels voor Paramount werkte aan Funny Face. Freed besloot om Cyd Charisse en Fred Astaire in the huren voor de hoofdrollen in Silk Stockings. Charisse en Astaire hadden eerder met succes The Band Wagon gemaakt, een andere Freedproductie. Voor de regie wilde hij Rouben Mamoulian, een beslissing die bij MGM alle alarmen liet afgaan. Mamoulian was in 1948 verantwoordelijk geweest voor Summer Holiday, een remake van Ah, Wilderness! uit 1935. De film was ver over het tijdschema en budget gegaan, terwijl het een grote flop was geworden. Zoals altijd bij MGM kreeg Freed zijn zin.

## Scenario

### De bronnen
De basis voor het scenario voor de filmversie was de gelijknamige Broadwaymusical uit 1955 geschreven door George S. Kaufman, Leueen McGrath and Abe Burrow. Deze musical was weer gebaseerd op de film Ninotchka uit 1939 van Ernst Lubitsch met Greta Garbo in de hoofdrol. Het scenario voor "Ninotchka" was geschreven door Billy Wilder, Charles Brackett en Walter Reisch die zich baseerden op een verhaal van de Hongaar Melchior Lengyel. In 1950 werd "Ninotchka" onder dezelfde titel uitgebracht als toneelstuk, waarvan de première was op 4 april in Parijs. De Broadwaymusical "Silk Stockings" werd uitgebracht op het hoogtepunt van de koude oorlog en bekritiseerde de binnenlandse politiek van de toenmalige Sovjet-Unie. Het libretto van de musical week danig af van de oorspronkelijk film uit 1939. Een belangrijke wijziging betrof de hoofdrol, gigolo Graaf Leon werd een Amerikaanse filmproducent Steve Canfield. Andere wijzigingen werden aangebracht om aan te sluiten bij de veranderde politieke verhoudingen van na de Tweede Wereldoorlog. Zo verkoopt Ninotchka niet langer de juwelen van de voormalige Russische adel, maar onderhandelt ze over de terugkeer van de componist Boroff die voor Canfield de muziek moet schrijven voor de film War and Peace.

### De scenaristen
De eerste versie van het scenario van The Silk Stockings werd geschreven door Leonard Spigelglass. Fred Astaire las de eerste versie en had zijn bedenkingen waarna scenarist Leonard Gershe, bekend van het scenario dat hij had geschreven voor Funny Face (toen nog in postproductie), aan boord kwam. Gershe herschreef het scenario met behulp van Harry Kurnitz. Kurnitz, de favoriete scenarist van Howard Hawks richtte zich met name op de dialogen. Spigelglass en Gershe 'leenden' overigens de nodige teksten uit het scenario van "Ninotchka", maar Freed vermeldde de scenaristen van die film (Wilder, Brackett en Reisch) niet op de aftiteling. De teksten van Cole Porter werden hier en daar aangepast en de componist schreef twee nieuwe liedjes voor de film. Ook werden diverse dansscènes verlengd om de personages meer diepgang te geven.

## Acteurs

### Fred Astaire en Cyd Charisse
Fred Astaire was inmiddels 57 en zijn tegenspeelster Cyd Charisse 34. Tegenover Freed verklaarde Astaire dat hij het problematisch vond om op te treden als de romantische held tegenover een actrice die drieëntwintig jaar jonger was. Hij had het over een romance tussen mei en december, tussen lente en winter.
Freed arrangeerde een ontmoeting tussen Astaire en regisseur Mamoulian, waarbij de laatste zijn interpretatie van de film gaf en erin slaagde Astaire ervan te overtuigen dat de romance tussen Ninotchka en Canfield heel plausibel was. Het had overigens maar een haartje gescheeld of Astaire was gekoppeld geweest aan Gloria De Haven, een actrice die 26 jaar met Astaire scheelde.

### Wim Sonneveld
In Silk Stockings heeft cabaretier Wim Sonneveld een kleine rol als de componist Boroff. Sonneveld stond in 1955 in Nederland op het toppunt van zijn roem. De film Het Wonderlijke Leven van Willem Parel met Sonneveld in de titelrol was in 1955 een kassucces. Tijdens een van de bioscoopvoorstellingen zag de Amerikaanse agent Mitchell Getz de film. Getz was razend enthousiast over Sonneveld en bood aan zijn agent te worden in Hollywood. Halverwege 1956 trok Sonneveld met zijn vriend Friso Wiegersma naar de VS en huurde er een appartement in Hollywood. Hij deed audities en proefopnamen en er kwamen wat aanbiedingen, maar alsnog bleef een serieuze kans uit. Op 16 augustus kreeg hij zijn eerste grote kans, de hoofdrol in de NBC productie The Pink Hippopotamus, een televisiefilm gebaseerd op ware gebeurtenissen, over een spion achter het IJzeren Gordijn. Kort daarna begon de Hongaarse Opstand tegen de Russische bezetting en werd de film erg actueel. NBC zond de film geheel nog een keer uit. Een van de kijkers was werkzaam bij het management van MGM en vroeg Sonneveld om auditie te doen voor Silk Stockings. Op 22 oktober 1956 kreeg hij de rol. Zijn salaris werd vastgesteld op 1500 dollar per week. Na de opnamen van Silk Stockings begreep Sonneveld dat hij in de VS alles zou moeten opbouwen, terwijl hij in Nederland aan de top stond. Ook kreeg hij last van heimwee. Hij maakte in Hollywood nog een film - Wasp End (1957) - maar keerde in 1958 terug naar Nederland.

## Productie

### Opnamen
De film werd opgenomen tussen 7 november 1956 en 31 januari 1957. De sfeer op de set was goed. Cyd Charisse schrijft in haar autobiografie dat ze zich erg thuis voelde tussen Astaire, Peter Lorre en Arthur Freed, die ze als persoonlijke vrienden beschouwde. Van Astaire kreeg ze een kooi met vinken met rode snavels (het rood symboliseerde het communistische rood van haar personage). Ze had eerder met Astaire gewerkt in The Band Wagon en de relatie tussen beide sterren was optimaal. Astaire zou in zijn biografie Charisse prijzen als zijn beste danspartner. Peter Lorre had eerder met de man van Charisse Tony Martin gewerkt in de film Casbah (1948) en Lorre en zijn vrouw waren huisvrienden geworden. Wel begon Lorre tijdens de opnamen weer pillen te gebruiken, een verslaving waarvan hij enige jaren daarvoor was afgekickt en Charisse maakte zich hierover zorgen. Maar de opnamen werden niet verstoord en regisseur Mamoulian rondde ze binnen het budget en op tijd af. Silk Stockings werd zijn laatste film, in de jaren daarna regisseerde hij alleen nog Broadwaymusicals.

### Censuur
In het titelnummer van de film danst Cyd Charisse een striptease. Dit was een gewaagde onderneming halverwege de jaren vijftig van de twintigste eeuw. Hollywood stond onder toezicht van de zelf in het leven geroepen censuur, de Hays Code. Censors van de Breen Office controleerden scenario's en films op inbreuken van de code. Seks stond erg hoog op het lijstje van zaken die niet door beugel konden. In de scène is Charisse heel kort te zien in een weinig verhullende zijden babydoll, terwijl ze haar legendarische lange benen omhoog gooit. De censors waren geschokt en eisten dat de scène opnieuw zou worden opgenomen maar nu met een stoel met een hoge rugleuning op de voorgrond. In de nieuw versie komt Charisse achter de stoel vandaan gekleed in een petticoat, maar die is doorzichtig en toont alsnog haar benen. Ditmaal keken de censors echter de andere kant op. De censuur was ook van toepassing op de teksten van de liedjes. Het nummer "Stereophonic Sound", bijvoorbeeld, bezingt de strijd tussen Hollywood en de opkomende televisie. Porter parodieert hierbij de technologie die Hollywood in de strijd wierp om het publiek te paaien, zoals 'wide screen', cinemaScope en stereogeluid. In de Broadwaytekst stond oorspronkelijk, "unless her lips are scarlet/and her bosom's five feet wide." (tenzij haar lippen dieprood zijn en haar boezem anderhalve meter breed is). Dit moest veranderd worden in "unless her lips are scarlet/and her mouth is five feet wide" (tenzij haar lippen dieprood zijn en haar mond anderhalve meter breed is).

### Choreografie
Cyd Charisse vormde het middelpunt van de film. In zijn autobiografie "Steps in Time" prijst Astaire de danskwaliteiten van zijn tegenspeelster. Hij is vol lof over haar solo's en benadrukt dat hij nooit met een betere danspartner heeft gedanst. Ook choreograaf Eugene Loring was enthousiast. Wel moest hij zijn opnameschema's aanpassen aan het ritme van de danseres. Charisse gaf alles als ze danste, maar naarmate de dag vorderde kon ze de periodes dat ze met volle energie danste steeds minder lang volhouden. Hierdoor werd Loring gedwongen de moeilijke en zware dansnummers 's morgens op te nemen en de middag te bewaren voor het lichtere werk als Charisse minder energie over heeft. De 57-jarige Astaire had een ander probleem. Hij wilde laten zien dat hij nog goed mee kon komen en liet zijn choreograaf Hermes Pan met opzet acrobatische toeren aan zijn dansnummers toevoegen om maar te laten zien hoe atletisch hij nog was.

## Muziek

### Nieuwe nummers
Fred Astaire was bij de lezing van de eerste versie van het scenario van mening dat de film twee liedjes miste. Producent Arthur Freed was het hiermee eens en stuurde Astaire naar Cole Porter. De componist was echter totaal niet meer geïnteresseerd in Silk Stockings. Hij beschouwde alle voorbije producties als prehistorisch, zelfs al was de Broadwaymusical nauwelijks twee jaar geleden gecomponeerd. Inmiddels was hij bezig met de filmmusical Les Girls (1957) en keek Astaire bijna de deur uit. De acteur hield aan en Porter raakte gaandeweg weer enthousiast. Hij schreef twee nummers: "Ritz Roll and Roll" en "Fated to be Mated"

### The Ritz Roll and Rock
Astaire vroeg Porter om een eigentijds nummer te schrijven voor Silk Stockings. Porter schreef een parodie op de opkomende rock-'n-rollmuziek uit die jaren. Na het uitkomen van de film Rock Around the Clock was de jeugd in de VS in de ban van deze muziek en zowel Porter als Astaire waren niet blij met de groeiende populariteit van het genre. Het nummer eindigt met Astaire die zijn hoge hoed met zijn vuist doorboort. Het werd gezien als een symbolisch einde van de dans en zangcarrière van Astaire. Na Silk Stockings zou hij zich toeleggen op acteren. Pas in 1968 was hij weer in een filmmusical te zien (Finian's Rainbow van Francis Ford Coppola).

### Zingen met de stem van een ander
Cyd Charisse was een danseres, geen zangeres. Dus werd haar zangstem opnieuw ingezongen door Carol Richards die ook de stem van Charisse inzong in Brigadoon en It's Always Fair Weather. Richards was bekend van de radioshow van Bing Crosby en had kleine rolletjes in tv-shows zoals I love Lucy.

### Afgevallen nummers
Twee liedjes uit de Broadwaymusical, "Hail Bibinski" en "As Through the Seasons We Sail", werden niet opgenomen in de film.

### Liedjes
De volgende liedjes (tekst en muziek Cole Porter) zijn in de film te horen:
- "All of You" - uitgevoerd door Fred Astaire en Cyd Charisse (zangstem ingezongen door Carol Richards)
- "Satin and Silk" - uitgevoerd door Janis Paige
- "Fated to Be Mated" - uitgevoerd door Fred Astaire
- "Siberia" - uitgevoerd door Jules Munshin, Peter Lorre(+) en Joseph Buloff (zangstem ingezongen door Bill Lee)
- "Paris Loves Lovers" - uitgevoerd door Fred Astaire en Cyd Charisse (zangstem ingezongen door Carol Richards)
- "Without Love" - uitgevoerd door Cyd Charisse (zangstem ingezongen door Carol Richards)
- "It's a Chemical Reaction that's all" - uitgevoerd door Cyd Charisse (zangstem ingezongen door Carol Richards)
- "Josephine" - uitgevoerd door Janis Paige
- "Stereophonic Sound" - uitgevoerd door Fred Astaire and Janis Paige
- "Too Bad (We Can't Go Back to Moscow)" - uitgevoerd door Fred Astaire, Jules Munshin, Joseph Buloff (zangstem ingezongen door Bill Lee), Peter Lorre(+), Barrie Chase, Tybee Afra, Betty Uitti en dansers
- "The Ritz Roll and Rock" uitgevoerd door Fred Astaire en koor
- "Red Blues" - uitgevoerd door Cyd Charisse (zangstem ingezongen door Carol Richards), Peter Lorre (+), Joseph Buloff (zangstem ingezongen door Bill Lee), Jules Munshin and Wim Sonneveld

(+) De zangstem van Peter Lorre werd ook opnieuw ingezongen, alleen is het onbekend door wie.